# Ruud Stotijn
Rudolf Constantijn (Ruud) Stotijn (Den Haag, 10 maart 1947) is een Nederlands slagwerker.
Hij is zoon van Louis Stotijn en Hendrika Jacoba Tammerijn. Broers Peter Stotijn en Erik Stotijn zijn eveneens werkzaam in de muziekwereld.
Hij kreeg zijn opleiding van Frans van der Kraan aan het Haags Conservatorium. Vanaf 1976 is hij slagwerker bij de orkesten van de Nederlandse Omroep Stichting, zoals het Radio Symfonie Orkest en de Radio Kamer Orkest beide opgaand in Radio Kamer Filharmonie. Hij speelde voorts in het Capriccio Salon Ensemble.
Ruud Stotijn was docent aan het ArtEZ Conservatorium en voorloper daarvan het Arnhems Conservatorium.